# Felis Polonia
Felis Polonia (Polska Federacja Felinologiczna), in acronimo FPL, è la principale associazione felinofila della Polonia.
Nata nel 2005, gestisce i pedigree dei gatti di razza, organizza mostre feline sul territorio nazionale ed è l'ente promotore del Światowego Dnia Kota, il giorno internazionale del gatto, in Polonia.

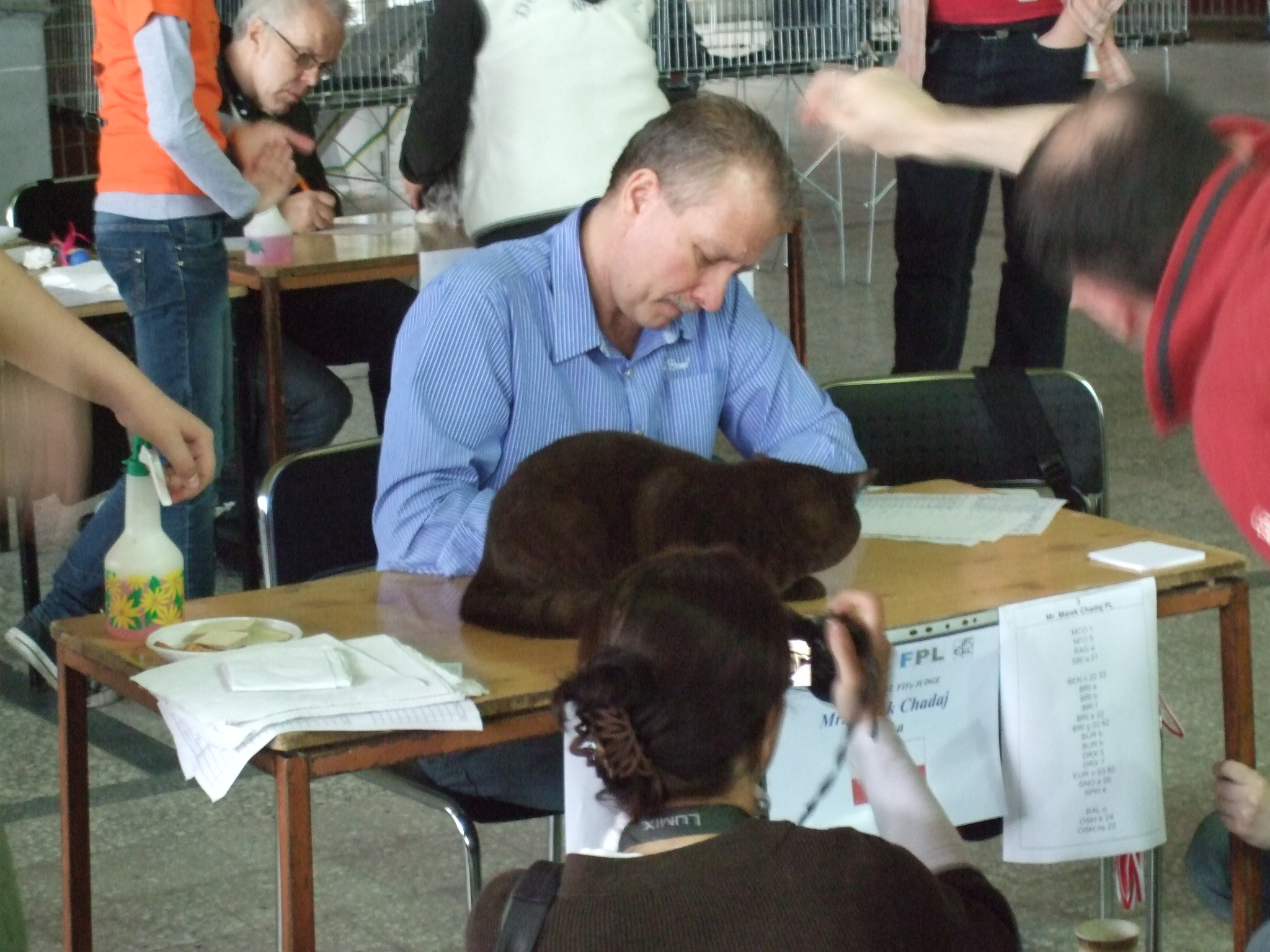
Marek Chadaj, giudice FPL, all'esposizione felina internazionale di Chorzów (2010)

Felis Polonia è uno dei membri della Fédération Internationale Féline (FIFe).

## Storia

### Klubu Hodowców i Miłośników Kotów Rasowych
Le prime notizie di gruppi di appassionati di felinofilia in Polonia risalgono al 1934, quando si costituì il Club degli allevatori ed estimatori dei gatti di razza (Klubu Hodowców i Miłośników Kotów Rasowych) all'interno dell'Associazione degli allevatori di animali da pelliccia (Związku Hodowców Zwierząt Futerkowych). Il club diede inizio alle prime attività di registrazione degli esemplari di razza e di redazione di un libro genealogico dei gatti purosangue. Tra i fondatori del club si annoverano Wiesław Bulikowski, Walery Piętakiewicz e Stanisław Wlekliński, quest'ultimo un appassionato di zootecnia e già giudice cinofilo.
Tra i principali sostenitori del club e dell'allevamento felino vi era il professore Maurycy Trybulski, presidente dell'Associazione degli allevatori di animali da pelliccia. Tutte le pubblicazioni sull'allevamento dei gatti, edite in Polonia prima della seconda guerra mondiale, sono opera di Trybulski stesso, a partire dal 1925 con un articolo uscito sul periodico bisettimanale Drób polski. Del 1926 è il primo manuale sull'allevamento di gatti domestici, che conteneva linee guida sull'origine delle razze, l'alimentazione e la cura dei cuccioli, e fu pubblicato dal Comitato centrale per l'allevamento di pollame in Polonia (Centralny Komitet do Spraw Hodowli Drobiu w Polsce). Tuttavia l'allevamento felino era trattato come una tipologia di allevamento di animali da pelliccia, parte a sua volta di una vasta sfera di studi sulla zootecnia che Maurycy Trybulski stava affrontando. Nel 1935 Trybulski pubblicò un libro intitolato Kot domowy, jego rasy i hodowla (Gatto domestico, razze e allevamento) che, all'epoca, era l'unica pubblicazione che copriva ampiamente il tema dell'allevamento dei gatti.

### Dopo la seconda guerra mondiale
Le attività del club furono bruscamente interrotte a causa della seconda guerra mondiale e non si hanno più notizie di simili organizzazioni fino agli anni '70 del XX secolo, quando si ha menzione di allevatori e appassionati di gatti di razza, attivi in una piccola associazione con sede a Varsavia, la Związku Inwentarza Drobnego w Warszawie.
A metà degli anni '80 si contavano solo una cinquantina di gatti di razza a Varsavia e per maggior parte con pedigree provenienti da altri paesi dato che, in conseguenza degli esiti particolarmente tragici della seconda guerra mondiale in Polonia, non era possibile ricostruire la genealogia dei gatti Polacchi e quindi consentire loro di avere un pedigree riconosciuto a livello internazionale e di partecipare alle esposizioni feline. 
Nel 1982, un ristretto gruppo di appassionati decise di creare un'associazione felinofila polacca simile alle organizzazioni straniere, con lo scopo di regolamentare i pedigree, gestire le questioni relative all'allevamento e, in futuro, tentare di entrare a far parte della FIFe. Nonostante grandi difficoltà, 116 persone provenienti da tutta la Polonia, diedero così origine alla Związku Hodowców Kotów (Unione degli allevatori felini). Il 15 gennaio 1983, a Varsavia, ebbe luogo la riunione per la fondazione dell'associazione con il nome Stowarzyszenia Hodowców Kotów Rasowych w Polsce (Associazione degli allevatori di gatti di razza in Polonia). Il 14 maggio 1983 il Dipartimento Sociale e Amministrativo del Municipio di Varsavia autorizzò l'iscrizione dell'associazione nel registro ufficiale delle associazioni e delle unioni, con il numero 1089; Ewa Meresińska ne era la presidente e Jolanta Pawlik la tesoriera. Nel novembre dell'anno successivo, durante l'assemblea generale della FIFe ad Amsterdam, l'associazione polacca venne ammessa come membro della Fédération Internationale Féline. Nel primo bollettino dell'associazione del 10 marzo 1985 venivano annoverate otto filiali: Varsavia, Grande Polonia, Łódź, Stettino, Breslavia, Katowice, Cracovia e Danzica. Sempre secondo il bollettino, in Polonia in totale erano registrati 502 membri dell'associazione e 708 gatti, la maggior parte appartenenti alla sede di Varsavia con 326 membri e 468 gatti.

## Attività
Felis Polonia si occupa di promuovere l'allevamento di gatti di razza. Tra le attività principali dell'associazione ci sono:
- la gestione dei libri geneaologici dei gatti di razza in Polonia;
- l'organizzazione di mostre feline, sia nazionali che internazionali;
- la collaborazione con istituti scientifici e di ricerca nel campo dell'allevamento felino sia in Polonia che all'estero;
- il supporto amministrativo per i membri della FPL;
- l'organizzazione di corsi di formazione nel campo dell'allevamento dei gatti di razza;
- la formazione e l'aggiornamento di giudici e assistenti.

## Razze feline riconosciute
Felis Polonia riconosce i pedigree delle organizzazioni che fanno parte del World Cat Congress.